# Xpark
Xpark是一間位於臺灣桃園市中壢區高鐵桃園車站特定區的都市型水族館，於2020年8月7日開業。館址位於置地廣場·桃園，該水族館為橫濱八景島海島樂園首個開設於海外的分館，為地上3層，劃分為13大展區。

## 沿革
該水族館經營者為台灣橫浜八景島股份有限公司，該公司隸屬於日本西武集團，且為日本水族館業者首次在海外設立業務，選址於桃園市。該水族館的建立益於國泰金控第三代接班人蔡宗翰的投資合作。
該水族館占地4,500坪，內部根據不同生態主題特色設有13個展區，展示超過300種水陸生物。以「社會教育機構」形式定位策劃展覽，主要展示的生物共有80%來自日本，其中部分為臺灣從未進口過的首次輸入物種，展區內主要生物包括銀鱗鯧魚、雙髻鯊、豹紋鯊、魟魚等大型魚類，以及斑海豹、國王企鵝、麥哲倫企鵝、海獅、水母和水豚等生物。戶外區域則以展示臺灣樹林及河川上中下游的生態為主題。
開幕期間，因應2019冠狀病毒病臺灣疫情影響，水族館實施每日每時段入場人數限制，採取時段性入館措施。
2022年，Xpark參加了由桃園市環保局舉辦的「環境教育主題展」。2023年4月，Xpark協助國家地理動物方舟計畫，提供專業團隊來館進行部分館內生物影像紀錄，同年，Xpark與桃園市政府及中華鯨豚協會簽署海洋野生動物救援合作意向書，共同成立桃園市海龜保育教育暨救傷中心。該中心旨在為桃園市及鄰近縣市發現的受傷海龜提供醫療照護和保育教育。
2023年11月27日，Xpark與台灣橫浜八景島股份有限公司在經濟部主辦2023台灣投資高峰會上獲經濟部、海洋委員會海洋保育署頒發兩獎項，獲得時任總統蔡英文及副總統賴清德的頒獎表彰。
2024年，台北市立動物園借殖至Xpark的國王企鵝「嘟胖」成功與館內企鵝「烏龍茶」誕下後代，並於9月18日順利孵化，Xpark也在網路上為新生企鵝寶寶展開命名票選活動。由於動畫《BanG Dream! It's MyGO!!!!!》中的角色高松燈曾在劇中造訪水族館觀賞企鵝，因此命名活動吸引了該部動畫粉絲的關注與參與，最終高松燈的暱稱「Tomorin」於12月10日在票選活動中獲得最高票，成為企鵝寶寶的新名字。

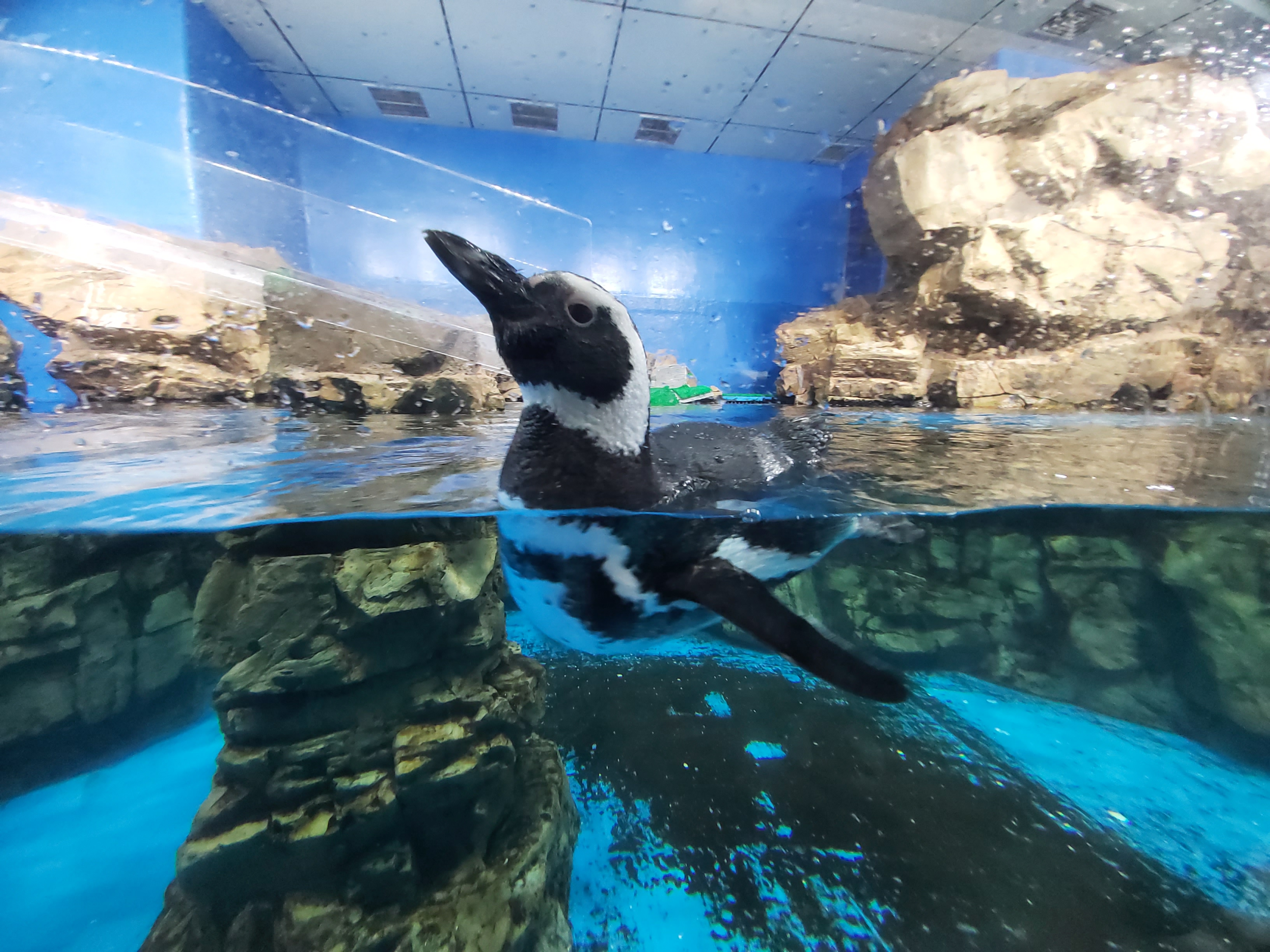
企鵝展示區內的麥哲倫企鵝
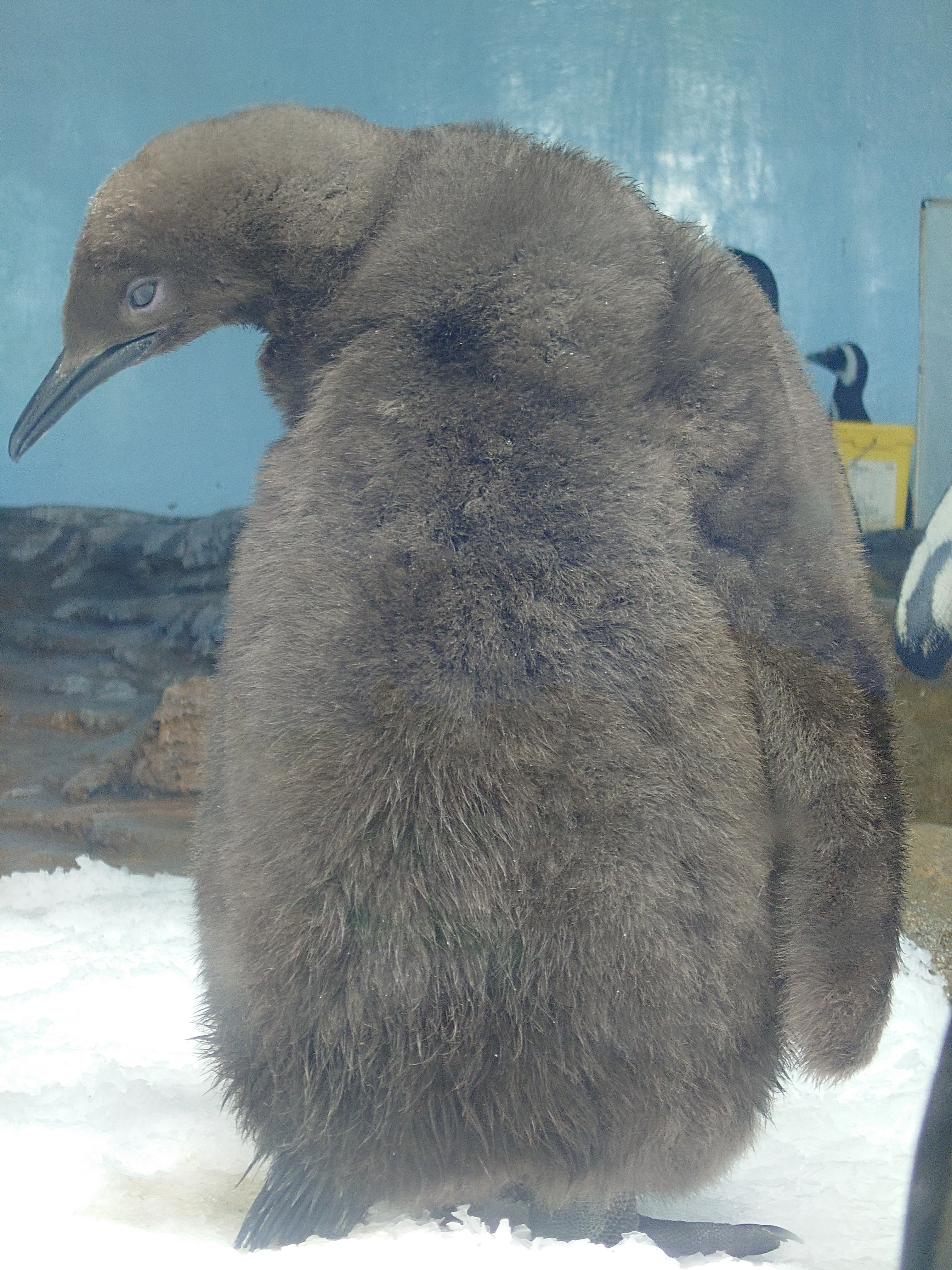
企鵝展示區內的國王企鵝「Tomorin」
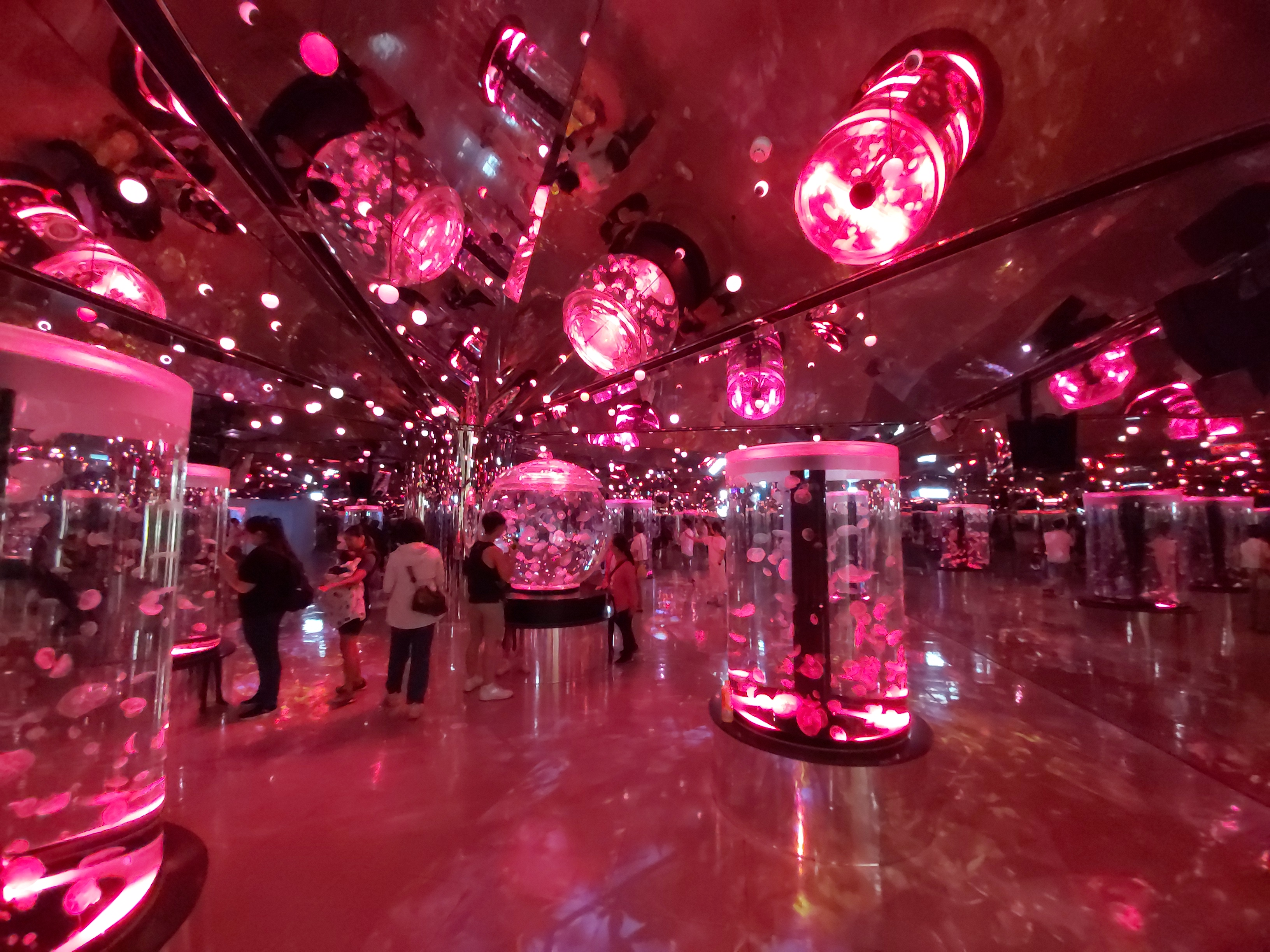
水母展示區
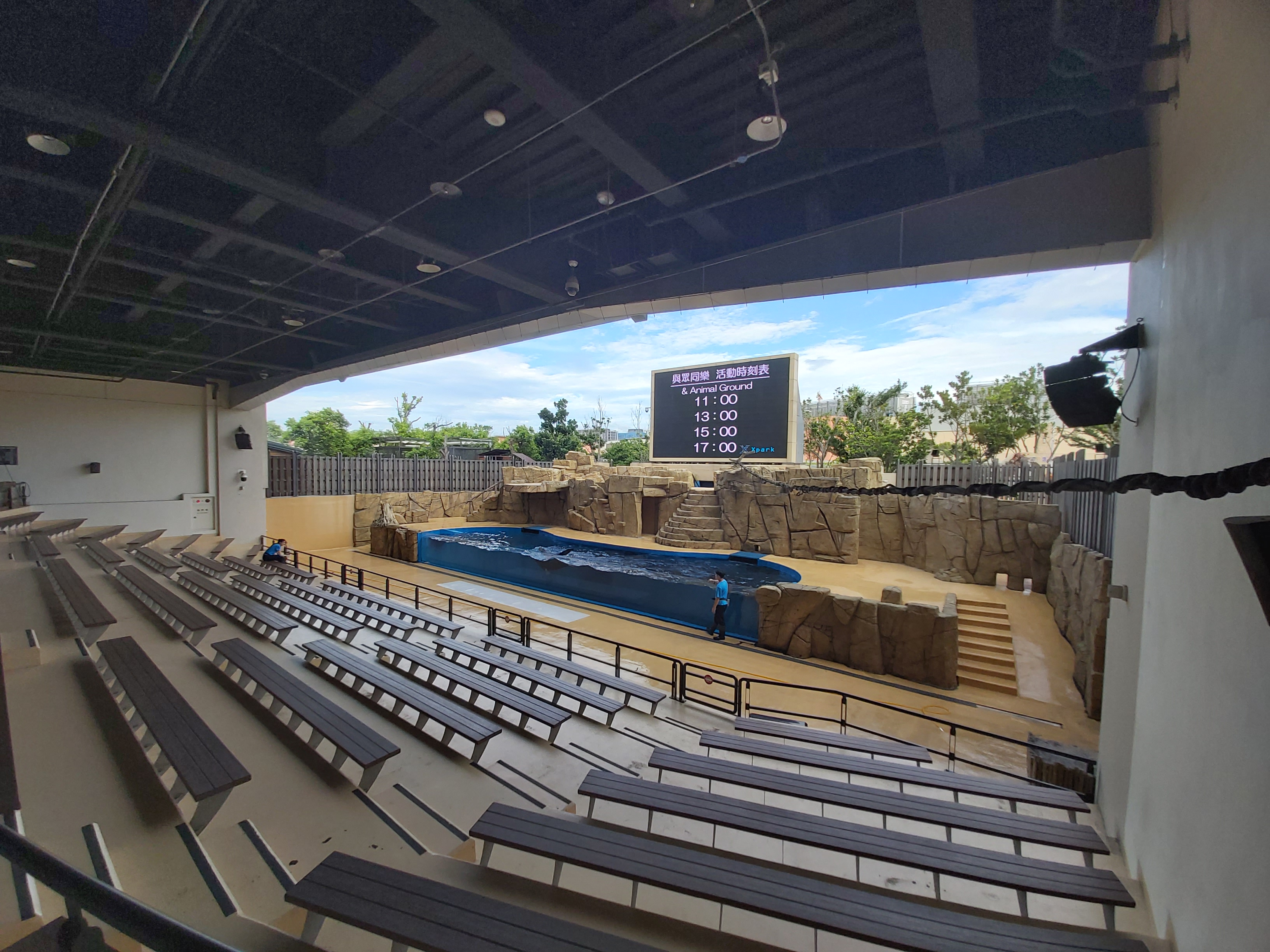
戶外表演舞台
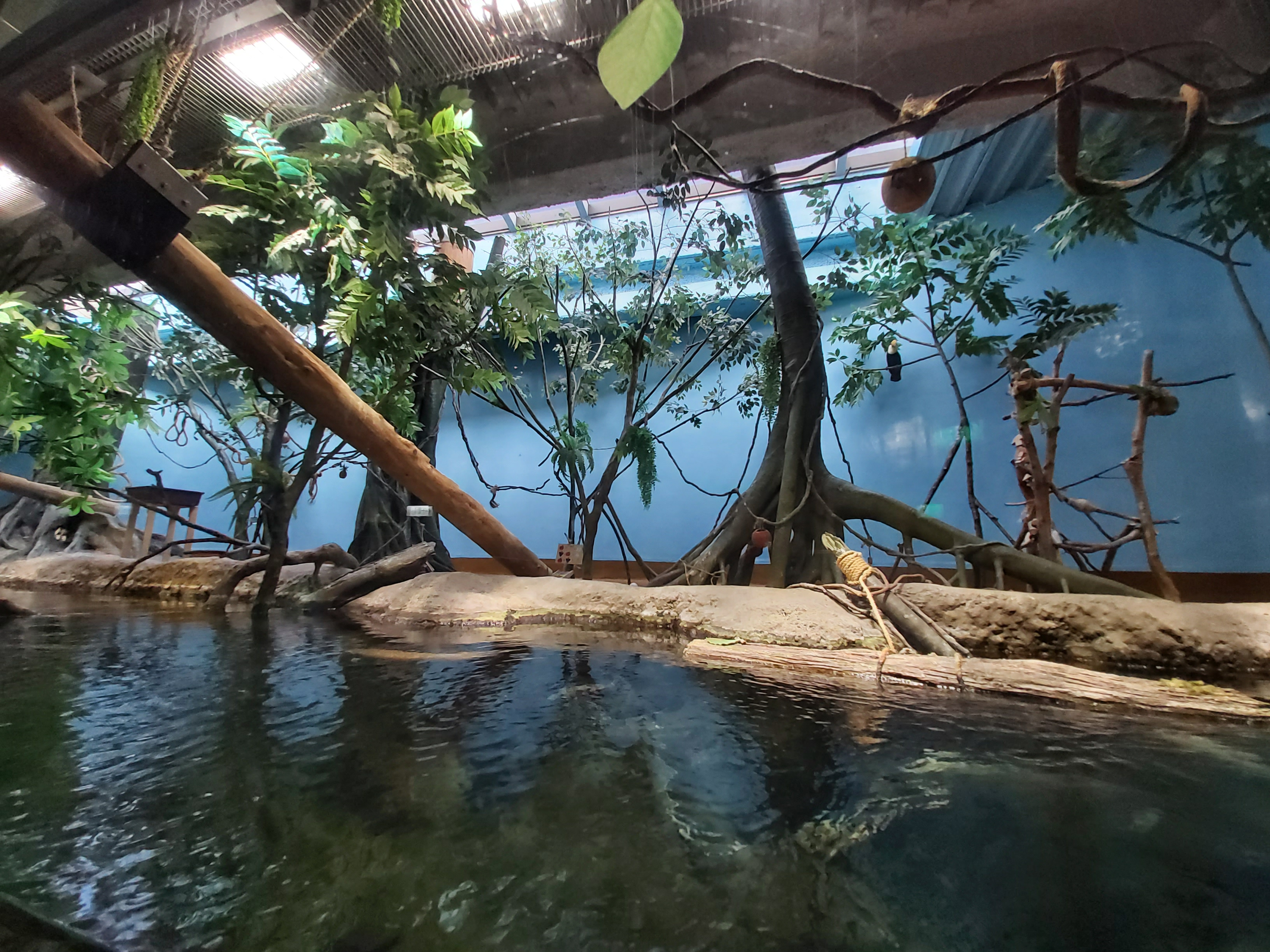
雨林展示區

## 爭議
自營運以來，Xpark被質疑未能妥善照顧圈養海洋生物。主批評包括展演場所過於狹小，民眾近距離接觸場域導致動物外表出現明顯外傷、異常或刻板行為，以及為提升娛樂元素舉辦動物表演秀等問題。2021年2月，台灣動物平權促進會、台湾防止虐待动物协会和鳥語獸躍共同召開記者會，公開動物受傷和行為異常影像等證據，要求Xpark依照《動物展演管理辦法》規定改進問題，且呼籲政府全面檢討動物展演許可審查制度。桃園市政府接受動保團體陳情，並表示以依行政程序法向園方針對相關疑義進行說明。
Xpark對此事件發表聲明，表示館內從未發生任何虐待動物的情況。且強調開館前已依相關法令規範申請展演場域，且在政府主管機關的督導維持園區營運。

## 另見
同屬橫濱八景島管理展館
- 橫濱八景島海島樂園
- 仙台海洋森林水族館（日语：仙台うみの杜水族館）
- 上越市立水族博物館（日语：上越市立水族博物館）
- 板橋區立熱帶環境植物館（日语：板橋区立熱帯環境植物館）

## 外部連結
- 官方网站